# Géographie de la Ligurie

Altimétrie de la Ligurie

La géographie de la Ligurie est presque entièrement montagneuse et vallonnée : 34,9 % est composée de collines, 65,1 % de montagnes. La Ligurie est en effet traversée par les Apennins Ligures et les Alpes Liguriennes. Traditionnellement et conventionnellement, les deux chaînes de montagnes sont séparées par la Bocchetta di Altare ou Colle di Cadibona (459 m). Il n'y a pas de vraies plaines, car les montagnes descendent directement sur la mer, mais seulement de modestes plaines côtières, principalement l'embouchure de la Magra (plaine de Sarzana) et la plaine d'Albenga.

## Reliefs
| \| Préalpes de Nice Marguareis Préalpes ligures Savonais Monte Figne Genova Scoffera Monti Antola Monte Maggiorasca Monte Zatta Cinque Terre Tigullio Lunigiana Mer de Ligurie \| Carte topographique de la Ligurie. |
| Préalpes de Nice Marguareis Préalpes ligures Savonais Monte Figne Genova Scoffera Monti Antola Monte Maggiorasca Monte Zatta Cinque Terre Tigullio Lunigiana Mer de Ligurie                                          |

La Ligurie est essentiellement par les Alpes ligures à l'ouest et l'Apennin ligure à l'est, faisant partie des Apennins du Nord. Le col d'Altare marque la limite entre les Alpes et les Apennins.
Le premier se décompose entre les Préalpes liguriennes et Alpes du Marguareis. L'Apennin ligure de Ligurie se divise en plusieurs massifs : le massif Savonais, Monte Figne, Genova, Scoffera, Monti Antola, Monte Maggiorasca, Monte Zatta.
Une partie des Alpes maritimes et plus spécifiquement des Préalpes de Nice est inclus en Ligurie, et correspondant à la rive droite du fleuve de la Roya.